# Babette Deutsch
Babette Deutsch (* 22. September 1895 in New York; † 13. November 1982 ebenda) war eine amerikanische Schriftstellerin, Übersetzerin und Literaturkritikerin.

## Leben
Babette Deutsch besuchte das Barnard College an der Columbia University und erhielt dort 1917 einen B.A. Zwei Jahre später veröffentlichte sie ihren ersten Gedichtband Banners. 1921 heiratete sie Avrahm Yarmolinsky (1890–1975), mit dem sie zwei Söhne hatte. Gemeinsam mit ihrem Mann übersetzte Deutsch unter anderem Werke von Alexander Puschkin aus dem Russischen. Ebenso übersetzte sie Gedichte von Rainer Maria Rilke und Boris Pasternak ins Englische. Von 1944 bis 1971 lehrte sie an der Columbia University; dort erhielt sie 1944 einen Ehrendoktor. 1958 wurde sie in die American Academy of Arts and Letters gewählt.
Deutsch literarisches Werk ist weitreichend. In ihren Gedichten befasste sie sich häufig mit gesellschaftlichen Problemen, ihre Romane reichen von dem autobiografisch geprägten Brittle Heaven bis zu Mask of Silenus, welches auf dem Leben des Sokrates basiert. Sie verfasste auch Kinderbücher und literaturkritische Essays.

## Werke (Auswahl)

### Lyrik
- Banners (1919)
- Honey out of the Rock (1925)
- Fire for the Night (1930)
- Epistle to Prometheus (1931)
- One Part Love (1939)
- Take Them, Stranger (1944)
- Animal, Vegetable, Mineral (1954)
- Coming of Age (1959)
- Collected Poems (1969)

### Romane
- Brittle Heaven. 1926
- In Such a Night. 1927
- Mask of Silenus. 1933

### Übersetzungen
- Alexander Puschkin:  Eugen Onegin. 1936. Überarbeitete Fassung 1943.
- Modern Russian Poetry - an Anthology. Chosen and translated by Babette Deutsch and Avrahm Yarmolinsky. 1921. Digitalisat

### Kinderbücher
- Tales of Faraway Folk (1963)
- I Often Wish (1966)

### Essays / Literaturkritik
- Potable Gold: Some Notes on Poetry and This Age (1929)
- This Modern Poetry (1935)
- Walt Whitman: Builder For America (1941)
- Poetry Handbook (1957)